# پلیون
پلیون، (به انگلیسی: Plaion)، سابقا کخ میدیا، نام شرکتی در آلمان است که توسط فرانتس کخ و دکتر کلمنس کاندراتیتز بنا نهاده شد.
این شرکت در زمینه ساخت فیلم، نرم‌افزار و بازی‌های کامپیوتری فعالیت دارد. بازی‌های منتشر شده از این شرکت تحت عنوان Deep Silver منتشر می‌شوند.
دفتر اصلی کخ میدیا در مونیخ، آلمان واقع شده و دارای شعبه‌هایی در اسپانیا، فرانسه، ایالات متحده، اتریش، سوئیس، انگلستان، ایتالیا، بلژیک و شبه جزیره اسکاندیناوی می‌باشد.